# Parlamentspalast (Zagreb)

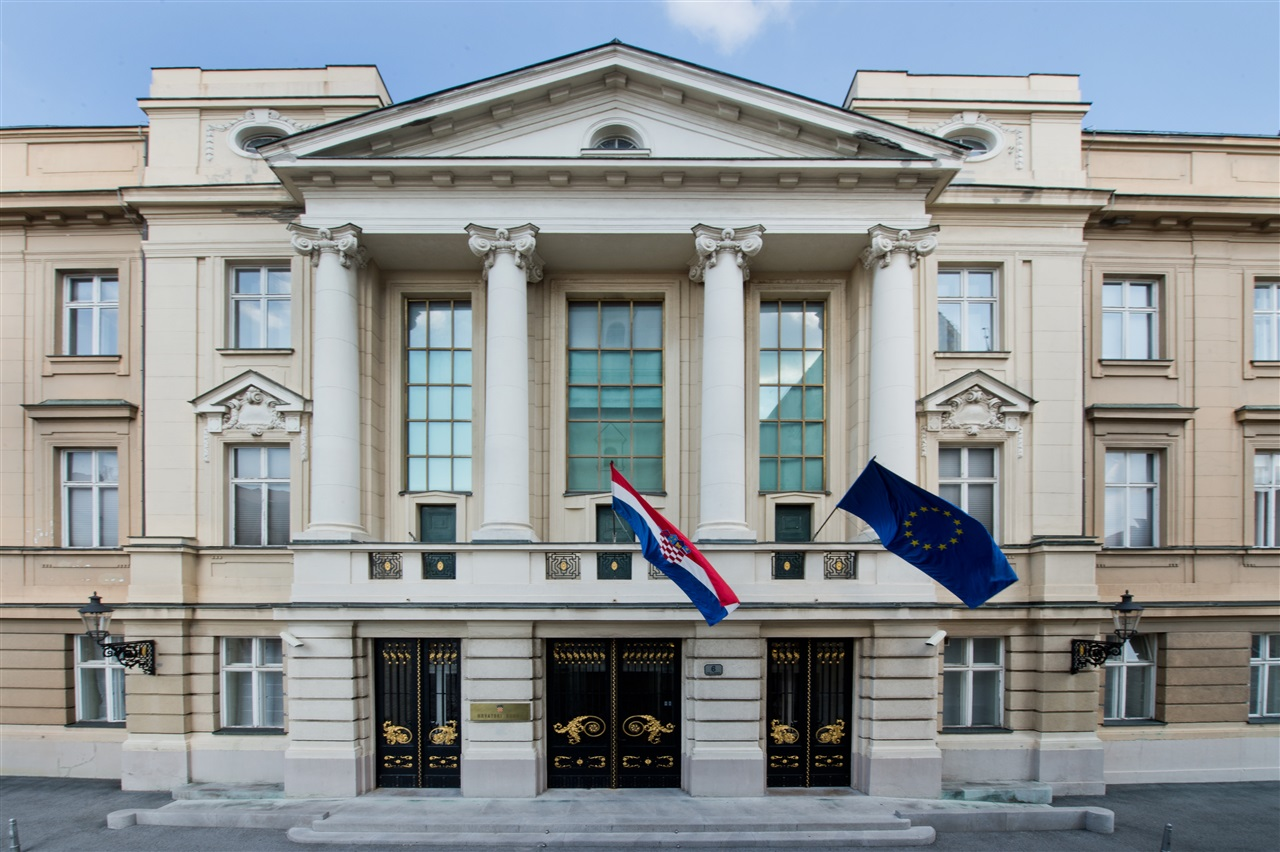
Westfront des Parlamentspalastes (2022)

Der Sabor-Palast (kroatisch: Saborska palača) ist ein historisches Gebäude in Gornji Grad, Zagreb, in dem das kroatische Einkammerparlament namens Sabor untergebracht ist. Der Ort beherbergte erstmals 1737 das erste Gebäude des Parlaments von Kroatien, Dalmatien und Slawonien, und das heutige Gebäude wurde 1911 endgültig erweitert und renoviert.

## Geschichte

### Erstes Gebäude
Vor 1737 gab es innerhalb der Habsburgermonarchie keinen festen Platz für die gemeinsame Gemeinde bzw. die gemeinsamen Landtage Dalmatiens, Kroatiens und Slawoniens. Der Adel wechselte häufig den Ort und nutzte zu diesem Zweck verschiedene Verwaltungsgebäude oder Adelsresidenzen. 1731 wurde schließlich ein Haus am Markusplatz neben dem zweistöckigen Gebäude erworben, das früher Pavao Ritter Vitezović als offizielle Residenz nutzte. Da das Haus im selben Jahr bei einem Brand schwer beschädigt wurde, entwarf der ortsansässige Baumeister Matija Leonhart einen neuen Plan, der einen neuen Barockpalast mit einem für Diätsitzungen geeigneten Hauptsaal vorsah, der erstmals am 6. Mai 1737 genutzt wurde.

### Weitere Geschichte
Ab 1765 beherbergte das Gebäude unter seinem Dach auch das Amt des Zagreber Komitats und mit der Zeit wurden die Räumlichkeiten immer beengter, was nach und nach die Nachfrage nach mehr Platz steigerte und in der Folge vorübergehende Verlegungen der Sitzungen erzwang. So wurde 1807 das alte Gebäude vom kroatischen Ban Ignác Gyulay an die Gespanschaft Zagreb verkauft und auf der anderen Seite des Platzes ein neues Gebäude erworben. Das Gebäude entsprach nicht den Anforderungen des Sabor, sondern wurde zum ständigen Wohnsitz des Banski Dvori. Der alte Parlamentspalast wurde abgerissen, die neuen angrenzenden Grundstücke wurden erworben und 1849 wurde nach den Plänen von Aleksandar Brdarić ein neues, größeres und geräumigeres Gebäude errichtet. Das aktuelle Gebäude behielt diesen Grundriss, einschließlich der Haupthalle, bei und die Sitzungen fanden dort trotz des Eigentümerwechsels weiterhin statt.

### Heutiges Gebäude
Zu Beginn des 20. Jahrhunderts erwarb die Landesregierung von Dalmatien, Kroatien und Slawonien alle umliegenden Gebäude in den Straßen Opatička, Kamenita und Županijska, die zusammen mit dem bestehenden Parlamentsgebäude einen einzigen Stadtblock bildeten. Den Architekten Lav Kalda und Karlo Susan wurde ein öffentlicher Auftrag erteilt, all dies in einem einzigen Gebäude zusammenzufassen, und dieser wurde 1911 abgeschlossen. Bei dieser Gelegenheit gab der Kreis Zagreb das neue Gebäude an den Sabor zurück.
Das Gebäude wurde während des Erdbebens in Zagreb 2020 beschädigt.